# Sebastián Guzmán Cabrera
Sebastián Guzmán Cabrera (Chivela, Oaxaca, 26 de febrero de 1928-5 de noviembre de 2000). Fue un político y sindicalista mexicano, miembro del Partido Revolucionario Institucional. Fue líder del Sindicato de Trabajadores Petroleros de la República Mexicana (STPRM) y en tres ocasiones diputado federal.

## Biografía
Nació en la localidad de Chivela, municipio de Asunción Ixtaltepec, Oaxaca, donde realizó sus estudios básicos. Egresó como profesor normalista de la Escuela Normal Rural de San Pedro Comitancillo entre 1940 y 1944.
Fue trabajador de Petróleos Mexicanos en el estado de Veracruz y como tal integrante del STPRM. En la política sindical, era un opositor a la dirigencia que entonces monopolizaba el entonces líder moral Joaquín Hernández Galicia «La Quina»; fue secretario general de la sección 10 del STPRM de 1984 a 1985, pero sus conflictos con la dirigencia tuvieron como consecuencia final su salida del sindicato, formalmente mediante la jubilación.
Fue elegido en dos ocasiones diputado al Congreso del Estado de Veracruz, de 1969 a 1971 y de 1973 a 1976; en 1978 fue secretario de Acción Obrera del comité estatal del PRI en Veracruz y fue elegido diputado federal por el Distrito 14 de Veracruz, a la LI Legislatura de 1979 a 1982  y a la LIII Legislatura de 1985 a 1988.
El 10 de enero de 1989 un operativo del Ejército mexicano ordenado por el presidente Carlos Salinas de Gortari detuvo a Hernández Galicia y al entonces secretario general del STPRM Salvador Barragán Camacho, que junto con aproximadamente otros 30 dirigentes fueron destituidos de sus cargos. Los suplió estatutariamente como secretario general José Meléndez Maranto. Ante tal hecho, Guzmán Cabrera se reincorporó al sindicato casi al mismo tiempo que estas acciones se dieron y en un congreso extraordinario celebrado el 2 de febrero siguiente, fue elegido nuevo secretario general del STPRM con todo el apoyo del gobierno.
Fue diputado federal por tercera ocasión, esta vez por la vía de la representación proporcional a la LV Legislatura de 1991 a 1994. Cesó como secretario general en 1993 alegando motivos de salud, siendo sustituido por Carlos Romero Deschamps. Falleció el 5 de noviembre de 2000.